# Alternanthera brasiliana
Alternanthera brasiliana är en amarantväxtart som först beskrevs av Carl von Linné, och fick sitt nu gällande namn av Carl Ernst Otto Kuntze. Alternanthera brasiliana ingår i släktet alternanter, och familjen amarantväxter.

## Underarter
Arten delas in i följande underarter:
- A. b. brasiliana
- A. b. villosa

## Bildgalleri

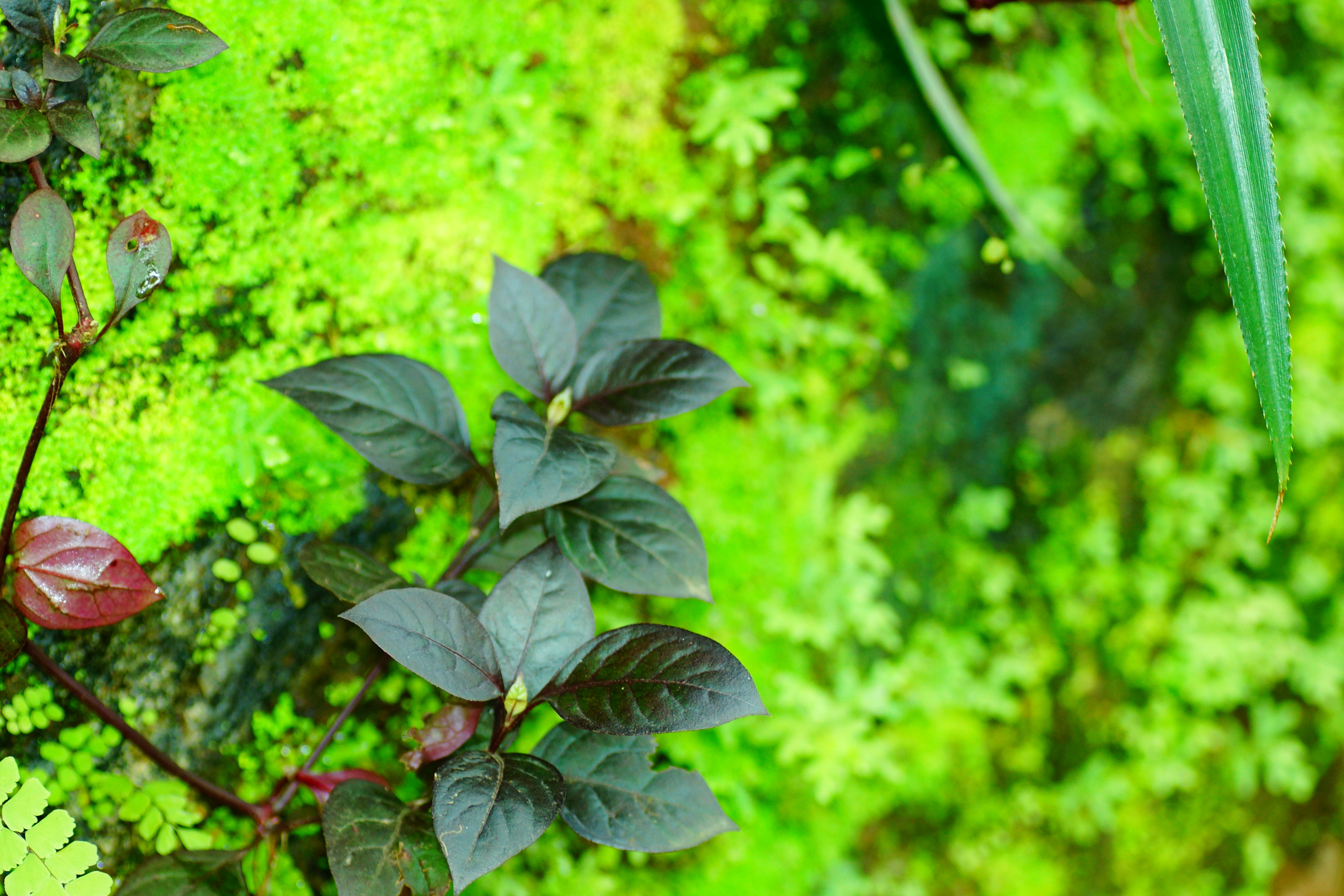
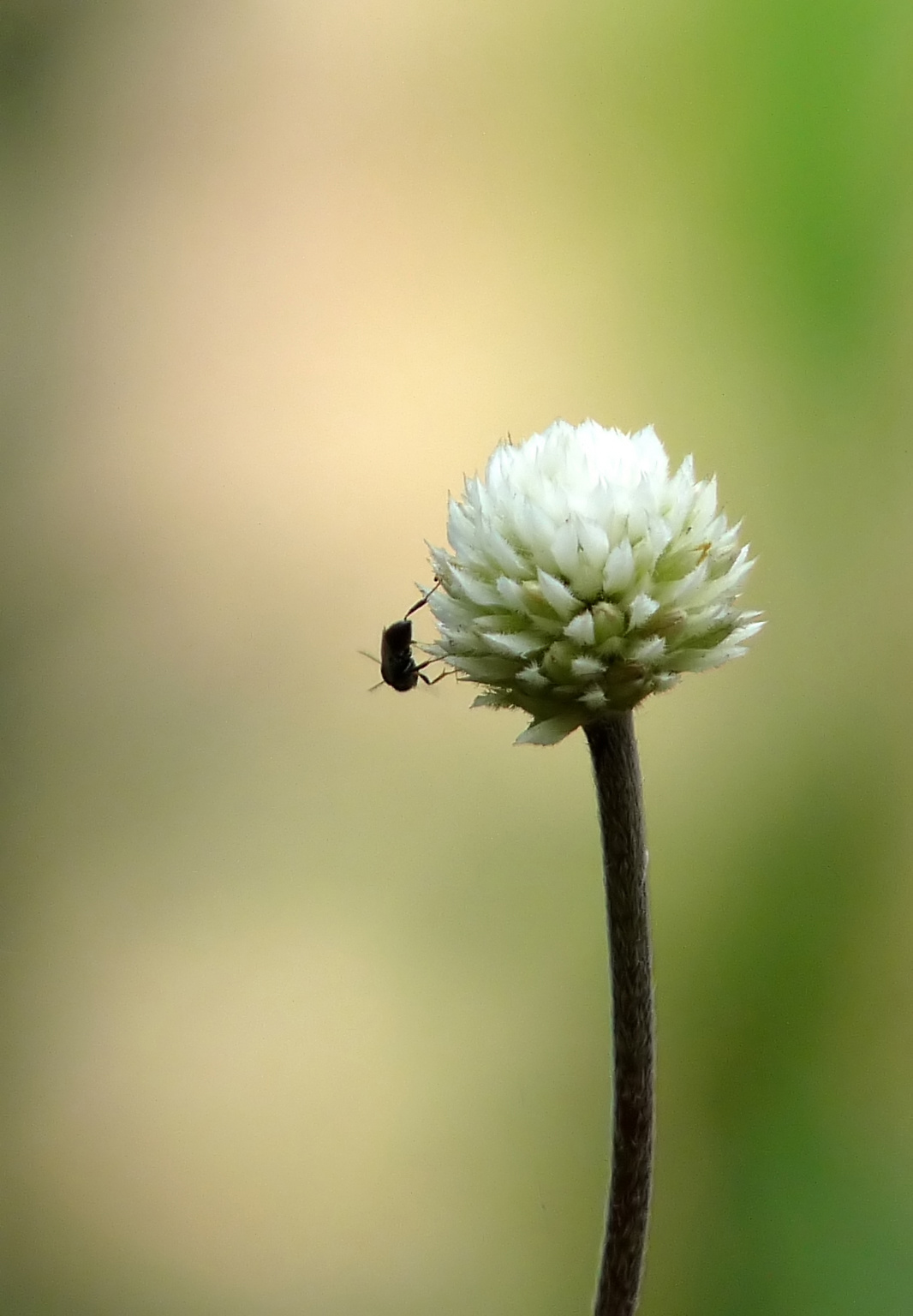
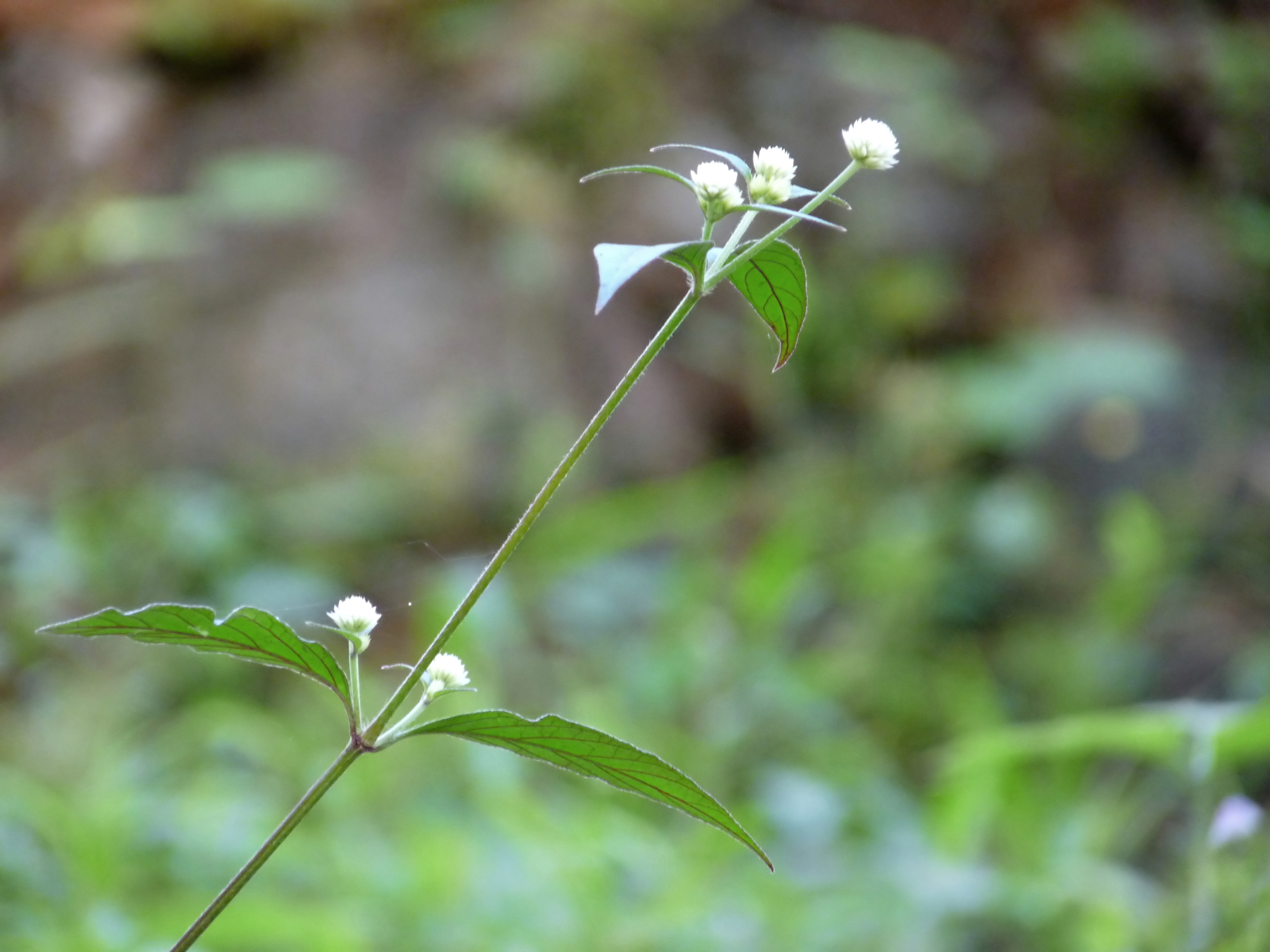
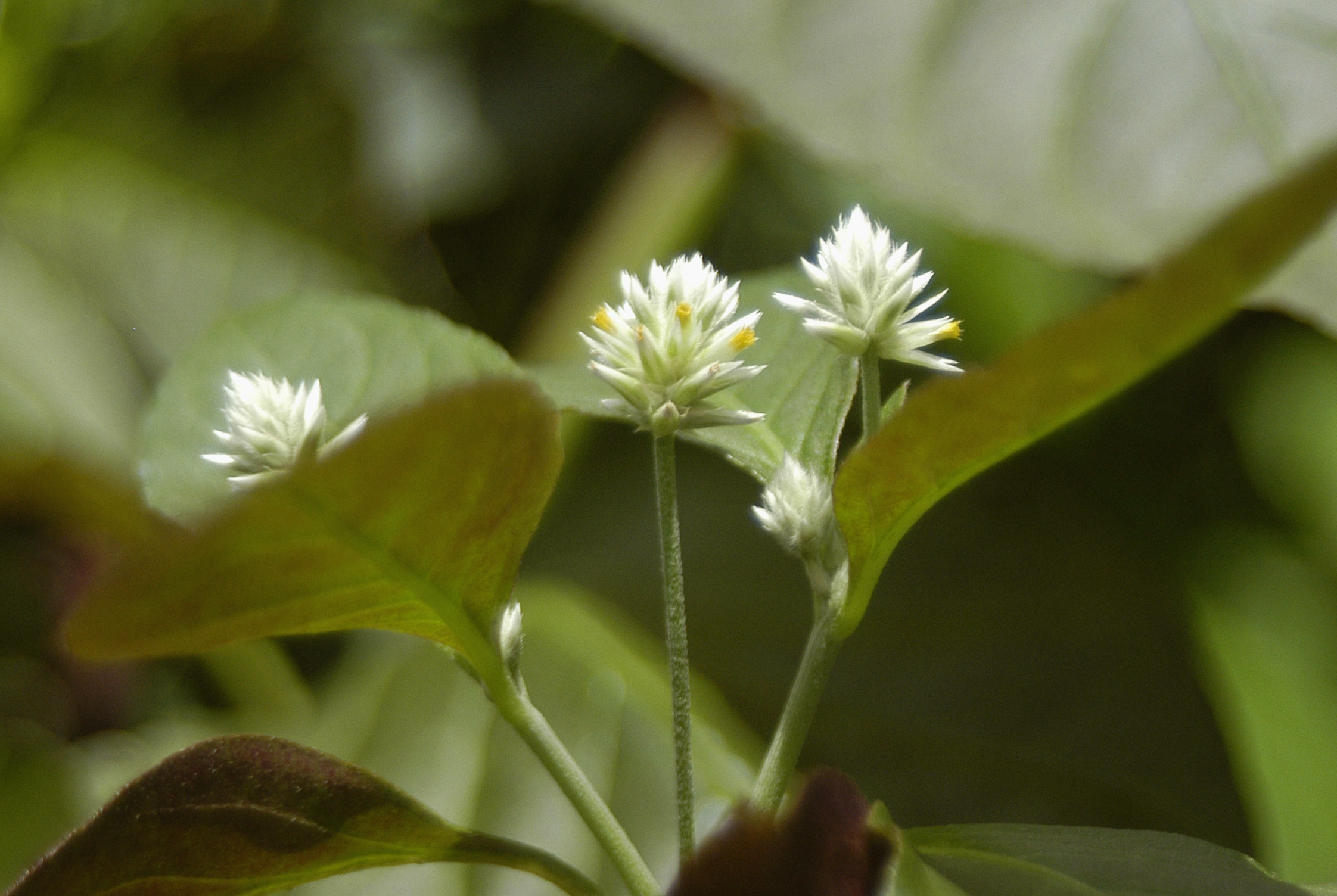
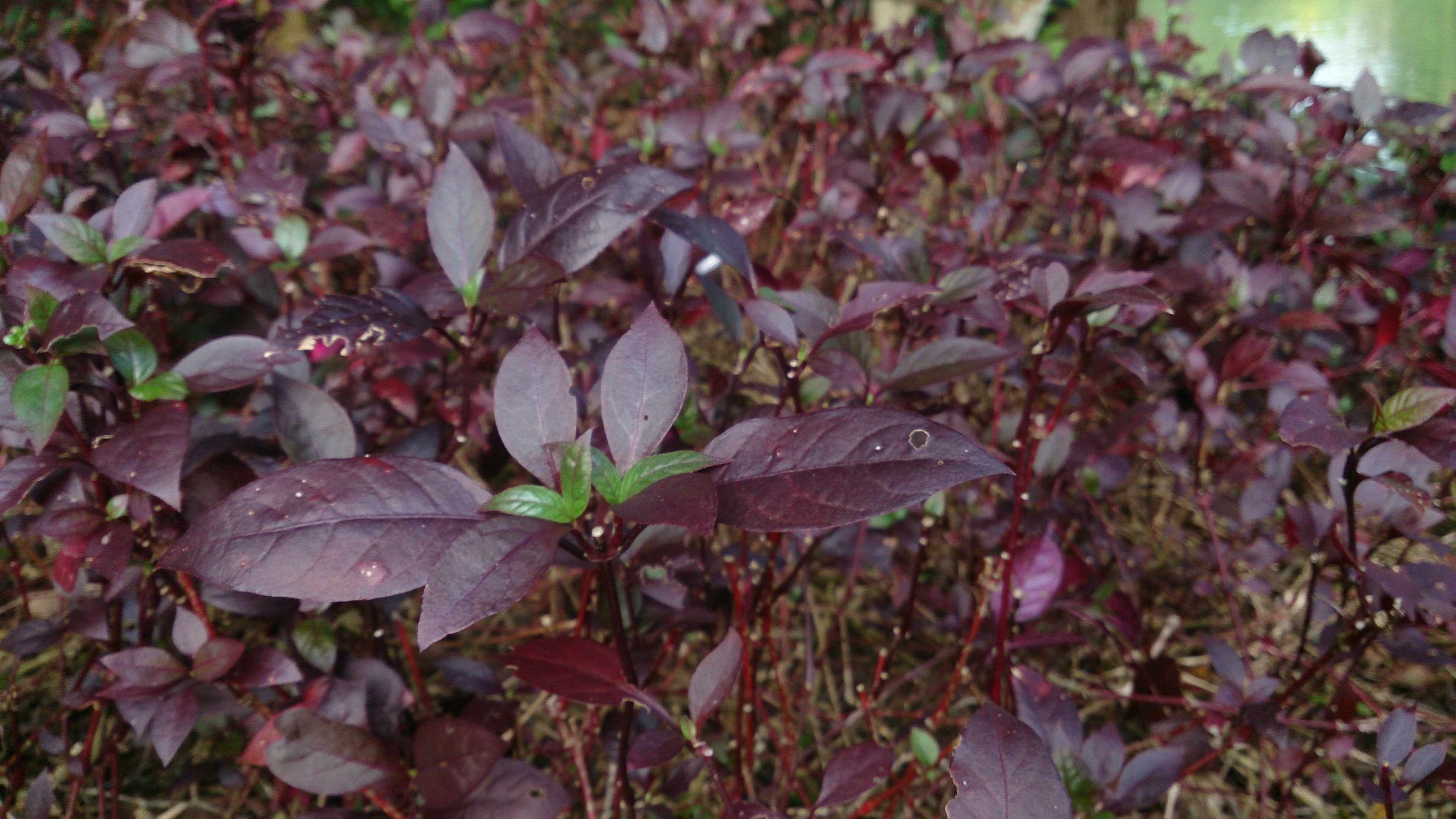
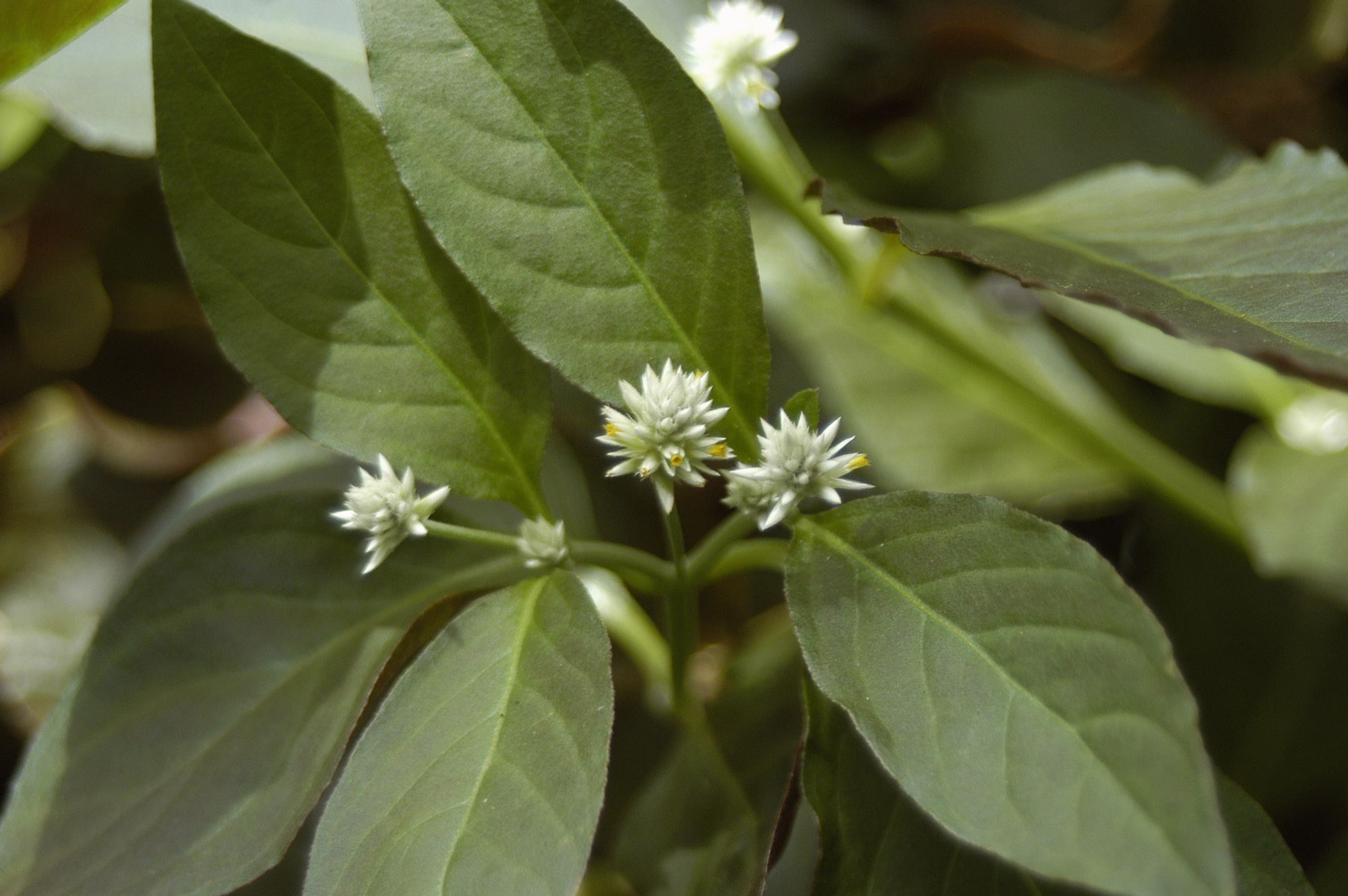